# Nelson Cossio
Nelson Cossio (Santiago de Chile, 14 de junho de 1966) é um ex-futebolista chileno que atuava como goleiro.

## Carreira
Nelson Cossio integrou a Seleção Chilena de Futebol na Copa América de 1997.